# Deutschlandsbergi autóbusz-baleset
A deutschlandsbergi autóbusz-baleset 1999. január 24-én, vasárnap történt Ausztriában, a stájerországi Deutschlandsberg település mellett. A tragédia halálos áldozatainak száma 18 volt, ezzel az esemény a magyar közlekedés történetének egyik súlyos buszkatasztrófájává vált. A halottakon túl 27-en szenvedtek valamilyen fokú sérülést, köztük többen maradandó károsodást. Mivel a katasztrófát emberi mulasztás és technikai probléma együttes fennállása okozta, a baleset nyomán súlyos társadalmi vita alakult ki a nemzetközi közlekedésben részt vevő turistabuszok általános állapotáról, hasonlóan, mint a későbbi veronai autóbusz-baleset esetében.

## Előzmények
A busz utasai főként kőszegi és szombathelyi, vagy ezekben a városokban tanuló (túlnyomórészt középiskolás) diákok voltak, kísérőkkel. A sítábort a kőszegi Jurisich Miklós Gimnázium, és a szintén kőszegi Mezőgazdasági, Kereskedelmi és Informatikai Szakközépiskola pedagógusai szervezték. A csoport január 24-én reggel érkezett, majd az első síeléssel töltött nap után, délután indultak vissza a sípályáról a szállásra. A járművön összesen 49 fő utazott.

## A baleset leírása
A tragédia egy meredek lejtőn, a hegyről a völgybe vezető kanyargós, alsórendű úton történt. A száraz útszakaszon a 20 éves, de a néhány hónappal a balesetet megelőző vizsgákon kielégítő állapotúnak ítélt Neoplan típusú autóbusz sebességváltóját a sofőr üresbe tette, ami hatalmas hiba volt, különösen annak ismeretében, hogy a busz fékrendszere – mint később kiderült – nem volt tökéletes, emiatt a motorfék nem segített a lassításban, a vezető csak a lábféket használhatta a fékezéshez, ami egy 12%-os lejtőn igen intenzív fékezést feltételez. Az autóbusz - korabeli feljegyzések alapján már rendelkezett retarderrel, ez azonban valószínűleg szintén nem működött rendesen. Mivel a motor alapjáratban üzemelt, ezért kevés levegőt termelt, valamint némileg túl is hevült. A jármű gyors ütemben kezdett gyorsulni, ezért a sofőr megpróbálta sebességbe tenni az autóbuszt, ezt azonban még két kézzel sem sikerült elérnie. A fékrendszer nem működött (feltehetően a nem megfelelő műszaki állapot, valamint a túlzottan intenzív fékezés, esetleg a levegő hiánya miatt), ezért a nagy jármű sebessége gyorsan növekedett. A vezető nem tehetett mást, elkezdte sorra előzni az előtte haladó autókat, mintegy 100 km/h-ra gyorsulva. Két kanyart még sikerült bevennie, de a harmadikban a busz megfordult saját tengelye körül és hossztengelye mentén átfordulva kezdett legurulni a domboldalon, majd nagyjából 15 métert zuhant. Elképzelhető, hogy a sofőr ismerve valamelyest az útvonalat, szándékosan húzta a kormányt balra, tudva, hogy a jobb oldalon mély szakadék húzódik. A busz egy családi ház kertjébe zuhant egy fát maga alá temetve. A házban lakók értesítették a mentőket, így az osztrák mentőszolgálat példás gyorsasággal kezdte meg a mentést nem sokkal az esemény után. A felkészült mentési munkának köszönhető, hogy a halottak száma 18 maradt, és a súlyos sérültek időben szakszerű ellátást kaptak. A sérülteket többségében a közeli Graz kórházába szállították. 
A baleset híre vasárnap este már megjelent a médiában, amikor még szombathelyi diákokról beszéltek, és 10 halálos áldozatot említettek (a félreértés és a pontatlan adat abból adódhatott, hogy ezekben az órákban még folyt a mentés). Néhány órával később derült ki, hogy a kőszegi csoport érintett a balesetben, és a halottak pontos száma (18) csak másnapra, 25-ére vált köztudottá. A baleset okáról ezekben az órákban még nem lehetett tudni, de azt viszonylag hamar nyilvánosságra hozták az osztrák hatóságok, hogy a buszsofőr nem ivott alkoholt.

## Az áldozatok azonosítása
A balesetet követő napok az áldozatok pontos azonosításával teltek. Jól mutatja az osztrák és a magyar diplomácia jó viszonyát, hogy a két ország vezetői megegyeztek: a balesetben érintett hozzátartozók ideiglenesen útlevél nélkül, személyi igazolvánnyal is átléphetik a határt. Évekkel Magyarország európai uniós csatlakozása és a schengeni egyezmény életbe lépése előtt ez meglehetősen szokatlan volt. 
Az áldozatokat így a hozzátartozók (jellemzően a diákok szülei) azonosítani tudták. Mivel a diákok a személyes irataikat a baleset napján a szálláson hagyták, ezért az első egy-két napban meglehetősen homályos és ellentmondásos információk keringtek arról Kőszeg városában, hogy ki halt meg, és ki maradt életben az utasok közül.

## A balesettel kapcsolatos viták
A katasztrófát követő vizsgálat csakhamar kimutatta, hogy a busz fékrendszere hibásodott meg. Napvilágra került az is, hogy a Neoplan típusú jármű meglehetősen idős volt, és sok kilométert futott, rossz állapotú busznak számított. Ezzel együtt a jármű megkapta az érvényes papírokat, hiszen a baleset előtt fél évvel volt vizsgázni. Bizonyos hangok a médiában[pontosabban?] ezután a buszok (és általában a közlekedésben részt vevő járművek) szigorúbb műszaki ellenőrzését követelték.

## A sofőr felelőssége
A buszvezető, Kolcsár József régóta foglalkozott utaztatással. Tapasztaltnak számított a szakmában, és a terepet is jól ismerte. A vizsgálat szerint kipihenten indult neki az útnak, és nem fogyasztott alkoholt. A felelősségét feltáró perben azonban kimutatták: annak ellenére vágott neki az utazásnak, hogy tudott a fékrendszer meghibásodásáról, vagyis nem vette komolyan azt. A bíróság három év letöltendő szabadságvesztésre ítélte. Tizenöt hónapot ült börtönben Ausztriában, 2000 augusztusában azonban váratlanul szabadlábra helyezték, és hazatért Szombathelyre. 2001 augusztusában gyógyíthatatlan betegségben hunyt el.